# Famille Mikó
La famille Mikó de Hídvég (en hongrois : hídvégi Mikó család) était une famille noble hongroise.

## Origines
La famille Mikó est une famille sicule de Transylvanie. Elle apparaît dès le XIIe siècle avec Sebusi dit Akadás (Akadas Siculus de Sebus), cité en 1182 comme seigneur de Sombor, Gerebencs et Sólyomkő. Son fils est  Vince, cité en 1253 comme seigneur de Hídvég, Árapataka et Erősd. Ce dernier a eu trois filsː Mikó, qui donnera la famille homonyme, Egyed, sans descendance, et Domokos qui donnera les familles  Nemes et Kálnoky.
La famille Mikó associe d’abord à son nom ceux de ces domaines de Bodok et Olthszem, puis celui de Hídvég.

## Membres notables
- Ferenc Mikó (1585–1635), capitaine des sièges sicules de Csíkszék, Gyergyószék et Kászonszék.
- Miklós Mikó (hu) (1597-1668), historien hongrois de Transylvanie, propriétaire foncier.
- Miklós Mikó (1743-1790), avocat, officier de la Garde, homme politique.
- comte György Mikó, grand juge royal (főkirálybíró) du comitat de Háromszék. Père du suivant.
- comte Imre Mikó (1805-1876), homme politique. Il fut notamment ministre et gouverneur de Transylvanie.

## Liens, sources
- Iván nagy: Magyarország családai